# Championnat d'Amérique du Sud masculin de volley-ball 1977
Le 12e championnat d'Amérique du Sud de volley-ball masculin s'est déroulé en 1977 à Lima ( Pérou).

## Classement final
| Place              | Équipe    |
| ------------------ | --------- |
| Médaille d'or      | Brésil    |
| Médaille d'argent  | Uruguay   |
| Médaille de bronze | Argentine |
| 4                  | Pérou     |
| 5                  | Paraguay  |
| 6                  | Bolivie   |
| 7                  | Équateur  |